# 高丽使馆遗址
29°52′24″N 121°32′29″E / 29.87333°N 121.54139°E
高丽使馆遗址，位于中华人民共和国浙江省宁波市海曙区月湖风景区镇明路宝奎巷内，为北宋时期迎接高丽使节和商团所建，后于1130年因战火毁损。1984年10月高丽使馆遗址被公布为海曙区文物保护单位，现在原址宝奎巷建筑上开设明州与高丽交往史陈列室。

## 历史

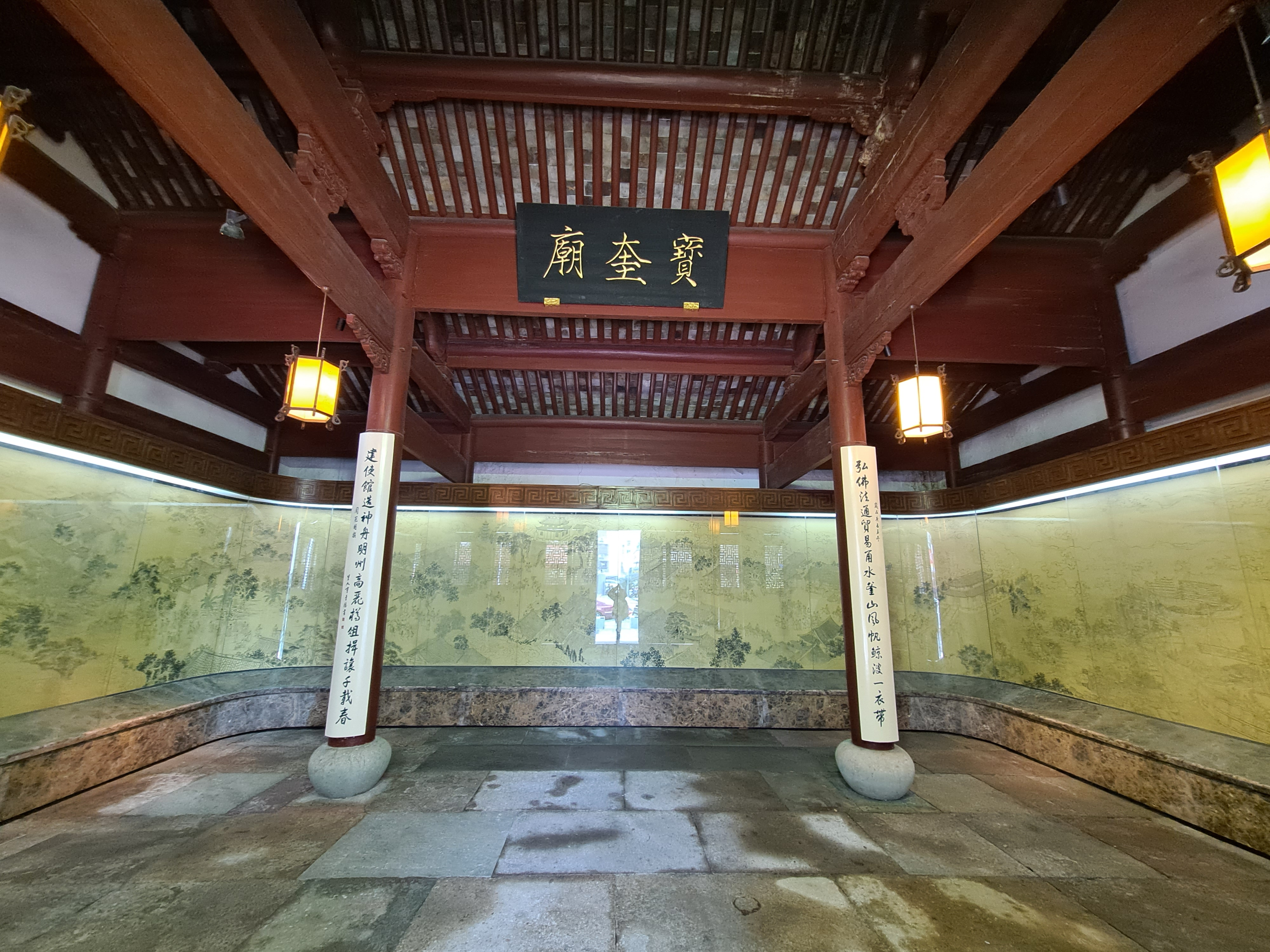
高丽使馆遗址内部的《明州与高丽交往史图》

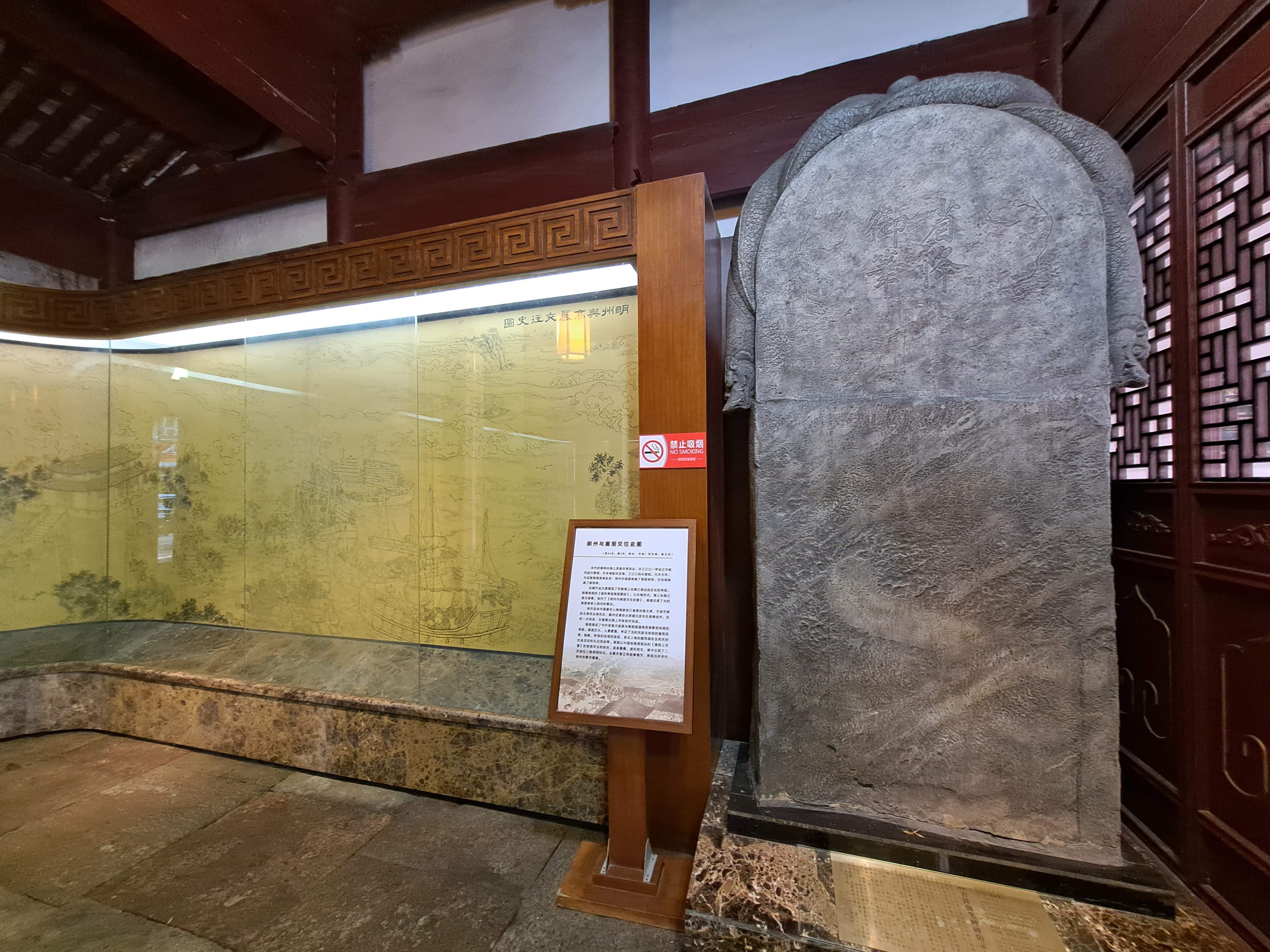
高丽使馆遗址内部

高丽使馆遗址發掘現場

高丽使馆遗址因宋徽宗在明州设置“高丽司”，始建于北宋政和七年（1117年），后因金兵南下，原建筑毁于1130年。原建筑以东以“宝奎巷故里”的西南墙角南北走向的延长线为界、南以大樟树东西走向的延长线为界、西以月湖东岸的人行道为界、北以现少儿音像馆为界。后在原址宝奎巷附近建有酒都务、史浩故居、宝奎庙等建筑，作为宝奎巷历史街区（海曙区文物保护点）保留至今。1984年10月，高丽使馆遗址被公布为海曙区文物保护单位。1999年于原址进行考古挖掘，发现了宋代建筑遗址和大量的越窑青瓷、韩瓶。 目前于宝奎巷建筑设立明州与高丽交往史陈列室。
有学者认为，高丽使馆遗址和宋代瓷器贸易有一定联系，部分高丽瓷器进入南宋宫廷的路线应是海运至明州“高丽司”后，再海运至杭州。

## 现状
高丽使馆遗址位于现月湖公园内，而宝奎巷一带则成为海曙区文物保护点，周边有史浩故居、水则碑等文物保护单位，但高丽使馆遗址存在石碑文字模糊不清，铜像掉色严重，以及乱贴广告的现象。